# Der Weiße mit dem Schwarzbrot
Der Weiße mit dem Schwarzbrot ist ein Dokumentarfilm aus dem Jahr 2007 von Regisseur Jonas Grosch über den Schauspieler und Schriftsteller Christof Wackernagel, der früher einmal RAF-Mitglied war.

## Handlung
Christof Wackernagel, ein Mann voller Humor, Idealismus und Pläne, lebt zusammen mit dem Musiker Madou Coulibaly und seiner Haushälterin Assa im westafrikanischen Bamako, der Hauptstadt von Mali. Dort arbeitet er auch an Projekten und Büchern und veranstaltet abends mit dem Musiker Madou Coulibaly Straßenkonzerte.
Eines seiner Projekte ist es – da es ihm in Afrika an Schwarzbrot mangelt – vor Ort zusammen mit den Maliern eine Vollkornbäckerei zu gründen, jedoch explodiert der extra aus Deutschland herbeigeschaffte Ofen und das Projekt scheitert.
Sein Neffe Jonas Grosch begleitet ihn bei seinem Schwarzbrot-Projekt und im afrikanischen Alltag mit seiner Kamerafrau Miriam Troescher. Dabei erzählt sein Onkel auch immer wieder von seinem Leben in Mali und früher in Deutschland, wie er zur RAF kam und dann untergetaucht ist, seine Haftzeit, seine Abkehr von der RAF und von der Begegnung mit dem niederländischen Polizeibeamten Herman van Hoogen, der ihn 1977 nach einem Schusswechsel in Amsterdam festnahm und später einen Brief ans Oberlandesgericht schrieb, um sich für die vorzeitige Haftentlassung von Wackernagel einzusetzen.

## Hintergrund
- Die Erstaufführung des Films fand am 13. Januar 2007 in Berlin statt. Kinostart in Deutschland war am 12. Juni 2008. Am 28. November 2008 wurde der Film auf DVD veröffentlicht.

- Regisseur Jonas Grosch ist der Neffe von Christof Wackernagel und Bruder von Katharina Wackernagel.

- Neben Jonas Grosch haben den Film Katharina Wackernagel, Philipp Grosch und Ulrike Zimmermann koproduziert. Das Produktionsbudget belief sich auf 8000 Euro.

## Kritiken
„Grosch begegnet einem Don Quichotte im weißen Turban, dem es gelingt, mit seiner Vergangenheit hart ins Gericht zu gehen und sich dabei doch treu zu bleiben. Wackernagel erzählt von der schmerzhaften Scham, die auf die Läuterung folgte, und man versteht, warum er am anderen Ende der Welt neu anfangen musste. In ihm steckt unglaublich viel überschüssige Energie, die manchmal ziemlich unkontrolliert aus ihm herausbricht, aber letztlich von einer gesunden Selbstironie im Zaum gehalten wird. Der Auswanderer kämpft weiter für eine bessere Welt, steigert sich gleichermaßen ins Reden wie ins Handeln hinein und versucht, neben deutschem Schwarzbrot auch den Recycling-Gedanken in Mali zu etablieren. Sein wiederholtes Scheitern nimmt Wackernagel dabei beinahe gelassen hin, dass seine Idee einer Karawane des Friedens vom damaligen Außenminister Joschka Fischer nicht ernst genommen wurde, wurmt ihn allerdings immer noch. Unter den Gedenkfilmen zur 68er-Bewegung und ihren Folgen, ist dies sicherlich der Ungewöhnlichste.“

„Einmal Terrorist, immer Terrorist, so hätten sie’s gern. Dabei hat er, Spross einer Theater- und Schauspielerfamilie, mit 15 als Hauptdarsteller in Johannes Schaafs ‚Tätowierung‘ angefangen und ist viel später unter anderem im ‚Bewegten Mann‘ und allerlei Fernsehfilmen aufgetreten, dabei schreibt er und malt er, und Regieassistent beim Claus Peymann in Bochum war er schließlich auch. […] Die manchmal wild überschäumende Lust auf Weltverbesserung aber, die treibt ihn auch heute noch.“

„Von den konventionellen Veteranen-Erzählungen von Ex-Terroristen der letzten Jahre hebt sich der Film ab, weil hier keine alten Kampfgefährten vor die Kamera gezerrt, keine Gloriolen vergangener Kämpfe geflochten werden, keine Revolutionsnostalgie betrieben wird. Stattdessen erzählt der Film davon, wie jemand ein beschädigtes Leben lebt, wie aus Fehlern gelernt wird und dabei immer wieder neue Fehler gemacht werden. Auf ganz andere Weise geht hier ‚der Kampf weiter‘, und dabei zuzusehen ist mitunter ganz schön gruselig.“

„Die Aufnahmequalität lässt in vielen Sequenzen zu wünschen übrig, und oft hat man das Gefühl, die Kamera wäre schlicht draufgehalten worden. Dies hat aber auch den wohl unbeabsichtigten, aber dann doch positiven Effekt, dass das Afrika in diesem Film nicht so exotisch und sonnig gezeigt wird wie in fast allen anderen Dokumentationen von westlichen Filmemachern, die den touristischen Blick nie ganz abstreifen können und deshalb oft selbst Hunger, Krankheit und Elend exotisch verklären. Hier dagegen ist Afrika einfach da. […] ‚Nie hätte ich irgendetwas davon einem Fremden oder der Presse erzählt‘ sagt Wackernagel und lacht dabei. Sein Neffe hat einen ähnlichen Sinn für das Absurde, und das kommt seinem Film sehr zugute.“

## Auszeichnungen
Film+ Schnitt Preis 2008
- Nominierung für den Schnittpreis in der Kategorie Dokumentarfilm für Antje Lass